# Nothapodytes obscura
Nothapodytes obscura är en järneksväxtart som beskrevs av Cheng Yih Wu. Nothapodytes obscura ingår i släktet Nothapodytes och familjen Stemonuraceae. Inga underarter finns listade i Catalogue of Life.